# 山崎ハコのオールナイトニッポン
『山崎ハコのオールナイトニッポン』（やまさきハコのオールナイトニッポン）は、ニッポン放送の深夜放送「オールナイトニッポン」の火曜2部（火曜日深夜27:00〜29:00、水曜日未明3:00〜5:00）で放送されていた番組。放送期間は1979年（昭和54年）4月3日から1980年（昭和55年）3月25日まで。

## 概要
パーソナリティは女性シンガーソングライター、フォークシンガーの山崎ハコ。当時から無口な方と言われていた彼女が単独でラジオパーソナリティをやるということで、周囲では驚きの声もあったという。山崎自身、「嘘をつくことが出来ないので、喋りまくることも出来ない」ということで、ゆっくり、とつとつとしたトークを展開し、たどたどしい口調で、落ち着いた雰囲気の番組だったと言われている。「女の子の生き方」をテーマにしたトークも多かった。
かかっていた曲は主に当時のフォークソング、ニューミュージック。番組の最後は「どうもおはようございました」のあいさつで締めるのが主だった。

## 主なコーナー
- びっくりハコ （本番組の目玉と言われていたコーナー）[3]
- 男の子と女の子の物語[1]
- 自転車のコーナー[4]
- 映画のコーナー[4]
- ポポポ…汽車は走るよ[4]

## ネット局
（当時のオールナイトニッポン2部全曜日のネット局）
| - STVラジオ - 新潟放送 - 山梨放送 - 福井放送 - KBS京都 | - 和歌山放送 - 西日本放送 - 高知放送 - KBCラジオ - 長崎放送 |